# قدرت آتش (فیلم)
«قدرت آتش» (انگلیسی: Firepower (film)) فیلمی در ژانر سرقت و مهیج به کارگردانی مایکل وینر است که در سال ۱۹۷۹ منتشر شد.

## بازیگران
- سوفیا لورن
- جیمز کابرن
- او. جی. سیمپسون
- ایلای والاک
- آنتونی فرنسیوسا
- وینسنت گاردنیا
- بیلی بارتی
- ریچارد رابرتس
- ویکتور ماتیور
- جی. سی. کوئین
- تام تالی